# 瓦肆
瓦肆，也稱瓦、瓦舍、瓦子、瓦市、三瓦两舍、三瓦两巷。宋元时期大城市里茶楼、酒肆、剧场等娱乐场所的总称，是表演各种伎艺的综合性游艺场所。“瓦”取「來時瓦合，去時瓦解」，野合易散，沒階級限制、來去自由之意。
瓦肆興起於宋仁宗和神宗時期。当时應市民娱樂之需要，原來分散在各地的各種民間伎藝匯集到城市内演出。内设围栏或者布帘划分表演区域和观众区域，称之为勾阑、勾欄。游艺项目很多，上演技艺达到百种，以说话、傀儡、杂技、杂剧、影戏最为盛行。瓦舍里开设经营服装、玩物、杂货、茶楼、酒肆、理发等店铺。瓦舍盛行于北宋，南宋以后盛行于临安府，城内瓦舍归修内司管理，城外归殿前司。